# Stefano Manservisi
Stefano Manservisi (* 9. September 1954 in Bologna) ist ein italienischer EU-Beamter. Er leitete von 2016 bis zum 1. Oktober 2019 als Generaldirektor die Generaldirektion Internationale Zusammenarbeit und Entwicklung (DG DEVCO).

## Leben und Wirken
Manservisi studierte an der Universität Bologna von 1974 bis 1979 Rechtswissenschaften mit Abschluss. Daran schlossen sich Aufbaustudien an den Universitäten Straßburg und Paris an. Anschließend war Manservisi kurz für eine italienische Anwaltskanzlei tätig, dann von 1981 bis 1983 für das italienische Außenhandelsinstitut.
Manservisi trat 1983 in den Dienst der Europäischen Kommission ein. Seine dortige Karriere begann in den Generaldirektionen Landwirtschaft und Entwicklung. Von 1995 bis 2000 war er zunächst Vize-Kabinettschef und dann Kabinettschef für den EU-Kommissar Mario Monti, anschließend zunächst Vizekabinettschef und von 2001 bis 2004 Kabinettschef für Kommissionspräsident Romano Prodi. Von 2004 bis 2010 amtierte er als Generaldirektor zunächst der Generaldirektion Entwicklung und Beziehungen zu Afrika, dann bis 2014 der Generaldirektion Migration und Inneres. Danach leitete er für ein halbes Jahr die EU-Vertretung in der Türkei, bevor er im November 2014 als Kabinettschef der EU-Außenkommissarin Federica Mogherini nach Brüssel zurückkehrte.
Ab Mai 2016 stand er an der Spitze der Generaldirektion Internationale Zusammenarbeit und Entwicklung. Im Juli 2019 gab die Europäische Kommission bekannt, dass Manservisi in den Ruhestand tritt. Sein Nachfolger zum 1. Oktober 2019 wurde Koen Doens.